# Пензенская область
Пе́нзенская о́бласть — субъект Российской Федерации. Регион расположен в центре Европейской части России, входит в состав Приволжского федерального округа.
Административный центр области — город Пенза.
Регион граничит с Саратовской областью на юге, с Тамбовской областью на западе, с Ульяновской областью на востоке, с Республикой Мордовия на севере, с Рязанской областью на северо-западе.
Область была образована Указом Президиума Верховного Совета СССР от 4 февраля 1939 года.

## История региона

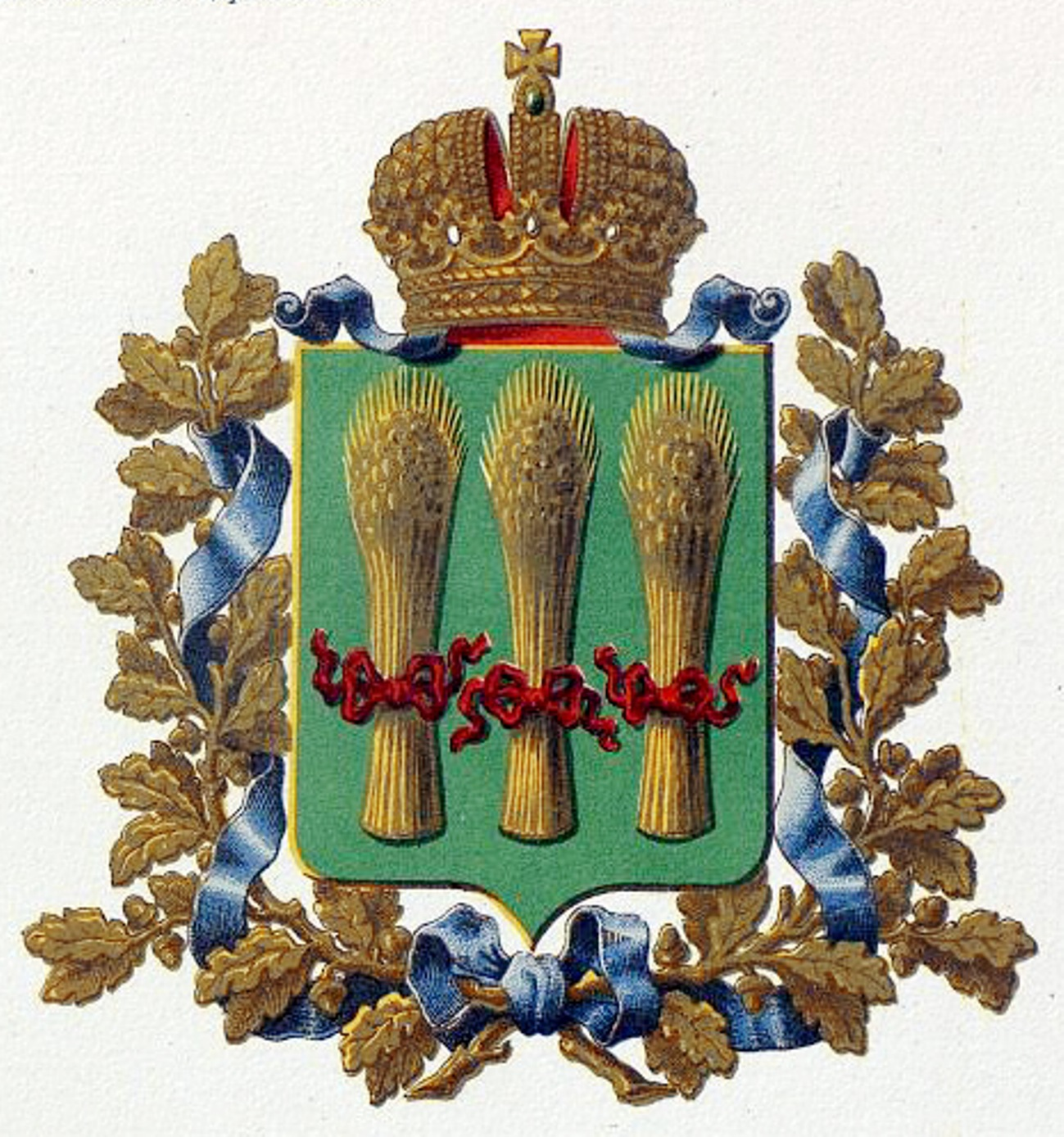
Герб Пензенской губернии

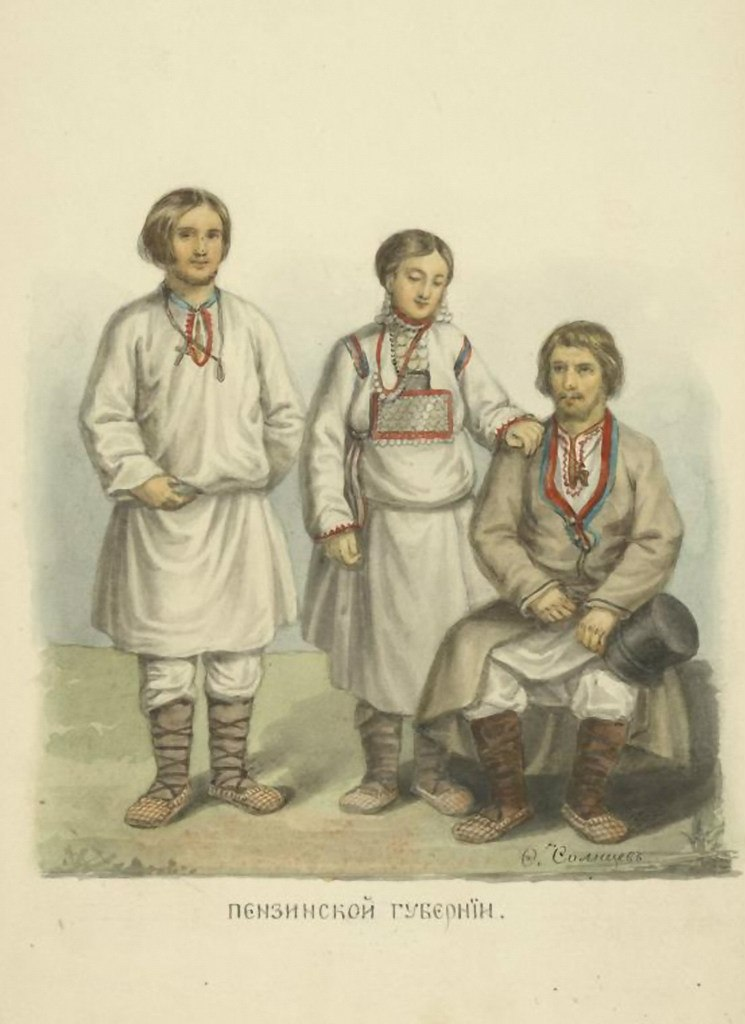
Фёдор Солнцев. Одежда переселенцев - верховых чувашей Пензенской губернии

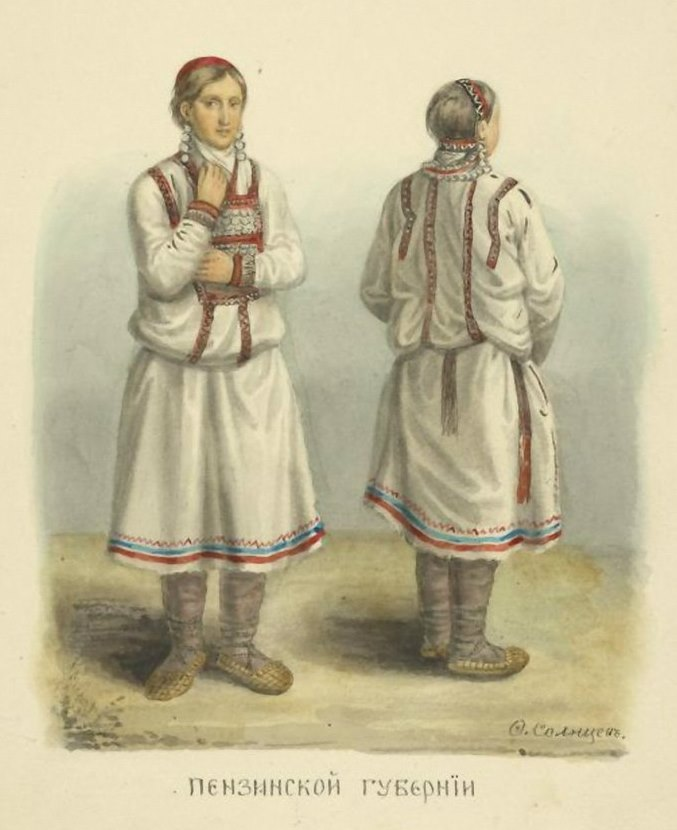
Фёдор Солнцев. Одежда переселенцев - верховых чувашек Пензенской губернии

Пенза была образована в 1663 году как русская крепость на границе Дикого поля.
В 1719 образована Пензенская провинция в составе Казанской губернии.
15 сентября 1780 года образована Пензенская губерния, просуществовавшая до 5 марта 1797 года, когда губерния была ликвидирована, а Пенза стала уездным центром Саратовской губернии.
9 сентября 1801 года Пензенская губерния была восстановлена и просуществовала до 1928 года — времени больших административно-территориальных преобразований в СССР. В 1928 губерния ликвидирована. Пенза стала центром Пензенского округа Средневолжского края, затем Куйбышевского края, а через 9 лет, 27 сентября 1937 года — районным центром Тамбовской области.
15 августа 1938 года первый секретарь Пензенского горкома ВКП(б), депутат Верховного Совета СССР Александр Баталин направил в комиссию законодательных предложений Верховного Совета СССР предложение «о создании в городе Пензе самостоятельного областного центра», так как «город Пенза, бывший губернский город, имеет 160 тысяч населения, имеет достаточную базу промышленности, значительный железнодорожный узел» и «относится к числу последних немногих бывших губернских и окружных центров, остающихся до сих пор районами». Также Баталин вспоминал впоследствии, что эта инициатива была вызвана недостаточным вниманием к Пензе со стороны Тамбовского обкома ВКП(б), членом которого он был по должности: «Тамбовские областные организации не уделяли достаточного внимания развитию Пензы, при распределении капитальных вложений по объектам большая их часть оседала в Тамбовской области». Через некоторое время ему было дано задание разработать и составить карту будущей Пензенской области, определить её состав и границы, что и было сделано.
4 февраля 1939 Указом Президиума Верховного Совета СССР Тамбовская область была разделена и образована Пензенская область, существующая до настоящего времени. В марте 1939 года был создан Пензенский областной комитет ВКП(б), первым секретарём обкома стал Александр Кабанов.
31 мая 1939 года Верховный Совет СССР утвердил создание области. При образовании Пензенской области в её состав были включены: из Тамбовской области — город Пенза, Башмаковский, Беднодемьяновский, Бессоновский, Больше-Вьясский. Голицынский, Головинщинский, Городищенский, Земетчинский, Иссинский, Каменский, Керенский, Кондольский, Лунинский, Мокшанский, Наровчатский, Нижне-Ломовский, Пачелмский, Поимский, Свищевский, Соседский, Телегинский, Терновский, Чембарский и Шемышейский районы; из Куйбышевской области — Барановский, Камешкирский, Кузнецкий, Литвиновский, Неверкинский, Николаевский, Николо-Пестровский районы; из Саратовской области — Бековский, Даниловский, Колышлейский, Лопатинский, Мало-Сердобинский, Сердобский, Тамалинский районы. 19 января 1943 года Барановский и Николаевский районы перечислены в состав вновь образуемой Ульяновской области.
В 1986 году Пензенская область пострадала от выпадения радиоактивных осадков после аварии на Чернобыльской АЭС. Радиоактивному загрязнению подверглось 4130 км² (9,6 %) территории Пензенской области области, 200 населённых пунктов с населением 131 тыс. человек.

## Физико-географическая характеристика

### География
Пензенская область расположена между 42° и 47° восточной долготы и между 54° и 52° северной широты.
- Протяжённость с запада на восток — на 335 км.
- Протяжённость с севера на юг — на 210 км.
- Площадь — 43,5 тыс. км²[8].
- Самая высокая точка на территории — 342,800 м над уровнем моря.
- Самая низкая точка на территории — 97,7 м над уровнем моря.

Географический центр Пензенской области имеет координаты 53°10’северной широты и 44°34’ восточной долготы.
Пензенская область лежит в умеренном географическом поясе, на стыке лесной, лесостепной и степной природных зон.
Рельеф поверхности — равнинный, слегка всхолмлённый. Крайний запад области принадлежит восточной окраине Окско-Донской равнины.

### Гидрография
Основная часть территории области расположена в бассейне Волги, южные и юго-западные районы принадлежат бассейну Дона. В области насчитывается свыше 3000 рек и ручьёв общей протяжённостью 15 458 км. Наиболее крупные из рек — Сура, Мокша — относятся к бессточному бассейну Каспийского моря (река Волга); Хопёр, Ворона (водосборный бассейн реки Дон). Река Пенза, приток Суры, дала название областному центру.

### Климат
Климат умеренно континентальный.
| Показатель                    | Янв.  | Фев.  | Март  | Апр. | Май  | Июнь | Июль | Авг. | Сен. | Окт.  | Нояб. | Дек.  | Год   |
| ----------------------------- | ----- | ----- | ----- | ---- | ---- | ---- | ---- | ---- | ---- | ----- | ----- | ----- | ----- |
| Абсолютный максимум, °C       | 6,0   | 6,0   | 17,0  | 31,1 | 35,4 | 37,7 | 39,3 | 40,4 | 33,6 | 25,0  | 15,0  | 8,0   | 40,4  |
| Средний суточный максимум, °C | −5,7  | −5,4  | 0,4   | 12,1 | 20,7 | 24,5 | 26,4 | 24,6 | 18,1 | 9,7   | 0,6   | −4,6  | 10,1  |
| Средняя температура, °C       | −8,9  | −9,3  | −3,8  | 6,5  | 13,9 | 18,0 | 19,9 | 17,9 | 12,1 | 5,4   | −2,3  | −7,6  | 5,2   |
| Средний суточный минимум, °C  | −12,1 | −12,8 | −7,5  | 1,5  | 7,5  | 12,0 | 13,8 | 12,0 | 7,2  | 1,9   | −4,7  | −10,5 | 0,7   |
| Абсолютный минимум, °C        | −39   | −40   | −31,1 | −20  | −5,8 | −2,2 | 2,0  | 0,0  | −6,1 | −17,2 | −31,1 | −40,5 | −40,5 |
| Норма осадков, мм             | 34    | 28    | 32    | 33   | 41   | 63   | 59   | 50   | 52   | 46    | 45    | 38    | 521   |
| Источник: Погода и Климат     |       |       |       |      |      |      |      |      |      |       |       |       |       |

Самым неустойчивым элементом климата являются осадки. Годовое количество осадков в области колеблется в пределах 450—500 мм, в засушливые годы понижается до 350 мм, а во влажные годы повышается до 775 мм. Характерны весенние засухи, а также нередки летние и осенние засухи, по южным районам области, особенно в зимне-весенний период проходит климаторазделяющая ось Воейкова, оказывающая влияния на климат данных территорий.

### Охрана природы
Государственный заповедник «Приволжская лесостепь». Общая площадь заповедника 8373 га. Содержит уникальные для лесостепной зоны мощные чернозёмы, нигде больше в Европе не сохранившиеся степные растительные комплексы. Отличается необычной флористической насыщенностью, наличием редких, занесённых в Красную книгу, видов растений и животных. На его территории произрастают более 860 видов сосудистых растений, более 100 видов лишайников, более 70 видов мохообразных и около 120 видов грибов.

### Флора
Естественная растительность сохранилась примерно на трети территории Пензенской области; леса занимают почти 20 % её площади. Значение лесов не столько промышленное, сколько водоохранное, почвозащитное и рекреационное. Степи в основном распаханы.
На территории Пензенской области насчитывается около 1500 видов высших растений.
В список редких и исчезающих видов Красной книги Пензенской области занесены 156 видов сосудистых растений и 40 видов грибов.
На территории заповедника «Приволжская лесостепь» произрастает более 860 видов сосудистых растений (свыше 55 % видового состава флоры Пензенской области и 40 % флоры Среднего Поволжья), 108 видов лишайников, 72 вида мохообразных и 119 видов грибов.

### Фауна
Фауна Пензенской области насчитывает 442 вида позвоночных животных, в том числе: 73 вида млекопитающих из 6 отрядов и 19 семейств; 299 видов птиц из 20 отрядов; 8 видов пресмыкающихся из 2 отрядов; 11 видов земноводных из 2 отрядов; 51 вид костных рыб и 1 вид круглоротых из 10 отрядов и 15 семейств.
В Красную книгу Пензенской области внесено 13 видов млекопитающих, 64 вида птиц, 2 вида рептилий, 2 вида амфибий, 10 видов рыб и 1 вид миног.

### Полезные ископаемые
Минерально-сырьевая база области состоит в большей части из сырья для строительной индустрии. На территории региона расположены месторождения глин (в том числе огнеупорных и тугоплавких), гипса, стекольных песков, мергеля и мела, опоки, крупнозернистых формовочных песков, минеральных пигментов, известняка, диатомитов, глауконитов, а также небольшие скопления фосфоритов, пригодных для размола под фосфоритовую муку. На территории области разведаны три месторождения нефти: Верхозимское, Комаровское и Алексеевское, имеются месторождения торфа. Выявлены рудопроявления титаноциркониевых россыпей.

## Население
Численность населения области по данным Росстата составляет 1 226 878 чел. (2025). Плотность населения — 28,30 чел./км2 (2025). Городское население — 
70,67 % (2022).

### Национальный состав
Большую часть населения составляют русские. Значительные этнические группы — татары и мордва.
Основные народы по переписям населения 1939—2010
| Народ   | 1939 год           | 1959 год           | 1970 год           | 1979 год           | 1989 год           | 2002 год           | 2010 год           |
| ------- | ------------------ | ------------------ | ------------------ | ------------------ | ------------------ | ------------------ | ------------------ |
| Русские | 1 484 300 (86,8 %) | 1 311 909 (86,9 %) | 1 323 489 (86,2 %) | 1 306 093 (86,5 %) | 1 296 143 (86,1 %) | 1 254 680 (86,4 %) | 1 165 668 (86,8 %) |
| Мордва  | 132 752 (7,8 %)    | 109 442 (7,2 %)    | 106 485 (6,9 %)    | 95 718 (6,3 %)     | 86 370 (5,7 %)     | 70 739 (4,9 %)     | 54 703 (4,1 %)     |
| Татары  | 64 660 (3,8 %)     | 62 224 (4,2 %)     | 74 835 (4,9 %)     | 78 236 (5,2 %)     | 81 307 (5,4 %)     | 86 805 (6,0 %)     | 86 431 (6,4 %)     |
| Чуваши  | 7535 (0,4 %)       | 6050 (0,4 %)       | 7433 (0,5 %)       | 7121 (0,5 %)       | 7075 (0,5 %)       | 6738 (0,5 %)       | 8595 (0,7 %)       |

## Административно-территориальное деление
В состав Пензенской области входят 3 города областного значения (городских округа), 27 районов (муниципальных районов), в которые входят 8 городов районного значения и 16 рабочих посёлков (24 городских поселения) и 271 сельсовет (сельское поселение).
Обзорная карта
Легенда карты:
| Города областного значения (городские округа):              |
| г. Пенза.                                                   |
| г. Кузнецк.                                                 |
| г. Заречный.                                                |
| Районы (муниципальные районы):                              |
| Районы (на карте подписаны места административных центров). |

## Населённые пункты
Согласно переписи 2010 года в Пензенской области 27 городских населённых пунктов, в которых проживает 930 004 человека, и 1419 сельских населённых пунктов, из которых в 73 не живёт ни одного человека, а в остальных проживает 456 174 чел. 641 населённый пункт имеет население менее 100 человек.
Населённые пункты с численностью населения более 7000 человек
| Пенза    | ↘487 978 |
| Кузнецк  | ↘78 390  |
| Заречный | ↘58 597  |
| Каменка  | ↘33 491  |
| Сердобск | ↘29 225  |

| Засечное     | ↗26 878 |
| Нижний Ломов | ↘20 421 |
| Никольск     | ↗19 873 |
| Бессоновка   | ↗13 775 |
| Мокшан       | ↘10 997 |

| Земетчино       | ↗9622 |
| Средняя Елюзань | ↗9505 |
| Башмаково       | ↘9414 |
| Белинский       | ↗8656 |
| Колышлей        | ↗7978 |

| Городище | ↗7796 |
| Грабово  | ↘7792 |
| Лунино   | ↘7227 |

## Экономика
Пензенская область занимает 49 место из 85 в рейтинге регионов РФ по общему обороту денежных средств компаний и 61 место по прибыли. Общая выручка региона составляет 664,2 млрд рублей. Доля от общей выручки России — 0,26 %.
Ведущими видами экономической деятельности, обеспечивающими основной объём производства ВРП в Пензенской области, являются: сфера торговли — 42,46 % или 282 млрд рублей. По итогам 2019 года общая прибыль в этой отрасли составила 5,3 млрд рублей.
На втором месте по объёмам выручки расположена ведущая отрасль экономики Пензенской области — промышленность. Доля от общей выручки региона составила 24,46 % или 162,4 млрд. Обрабатывающие производства принесли в 2019 году 8 млрд рублей прибыли. Предприятиями промышленности обеспечивается более 50 % доходов бюджета Пензенской области.
Третьей по объёмам общей выручки является отрасль сельского, лесного и рыбного хозяйства. В 2019 году общая выручка составила 9,4 % или 62,4 млрд рублей, а прибыль — 6 млрд рублей.
Строительство занимает четвёртое место как по объёму общей выручки, так и по объёму общей прибыли — 40,6 млрд и 2,7 млрд рублей соответственно. Доля от общей выручки региона составляет 6,12 %.
Пятое место по объёмам общей выручки занимает энергетическая отрасль. Доля от общей выручки в 2019 году составила 5,3 % или 35,1 млрд рублей. При этом прибыль энергокомпаний Пензенской области составила 866,4 млн рублей.
По объёмам прибыли замыкает пятёрку лидеров отрасль консалтинга и научно-технической деятельности с показателем 2,4 млрд рублей. Доля от общей выручки по итогам прошлого года составила 2,53 % или 16,8 млрд рублей.

### Внешнеэкономическая деятельность
За 2020 год внешнеторговый оборот Пензенской области составил 704 968,6 тыс. долларов США и по сравнению с 2019 годом увеличился на 144 523,9 тыс. долларов США (+25,8 %). При этом экспорт увеличился на 95 488,1 тыс. долларов США (+31,0 %) и составил 403 483,3 тыс. долларов США, импорт увеличился на 49 035,8 тыс. долларов США (+19,4 %) и составил 301 485,3 тыс. долларов США.
Сальдо торгового баланса Пензенской области сложилось положительное и составило 101 998,0 тыс. долларов США, что на 46 452,2 тыс. долларов США (+83,6 %) больше, чем в аналогичном периоде 2019 года.
В 2020 году зарегистрировано экспортных поставок 498 пензенских организаций, на 28 единиц больше, чем в 2019 году.
Основными торговыми партнёрами Пензенской области в отчётном периоде являлись 95 стран (при экспорте — 79 стран, при импорте — 70). Основными торговыми партнёрами были страны дальнего зарубежья. Их доля в товарообороте составила 70,0 %, в том числе в экспорте — 58,7 %, в импорте — 85,0 %.
В товарной структуре экспорта преобладали машины, оборудование и транспортные средства — 41,1 % от общего объёма экспорта области; продовольственные товары и сырьё — 32,3 %; другие товары — 9,7 %; металлы и изделия из них — 7,9 %, древесина и целлюлозно-бумажные изделия — 5,0 %.
В наш регион импортировались в основном машины, оборудование и транспортные средства — 53,6 % от общего объёма импорта области; продовольственные товары и сырьё для их производства — 12,9 %; продукция химической промышленности, каучук — 12,5 %; металлы и изделия из них — 10,5 %; древесина и целлюлозно-бумажные изделия — 6,3 %.
Лидерами по стоимости вывозимых товаров стали Данковский филиал акционерного общества «Черкизовский мясоперерабатывающий завод», ООО «Невский кондитер», ООО «АМС», АО «Земетчинский сахарный завод», "Фанерный завод «Власть труда».
В Пензенской области осуществляет свою деятельность Центр поддержки экспорта, входящий в состав Фонда поддержки предпринимательства Пензенской области, благодаря которому в 2020 году были заключены экспортные контракты 40 субъектами МСП на сумму более 19 млн долларов США, 12 из них ранее не осуществляли поставок заграницу.
На 2021 год запланирована реализация проекта «Пенза-Харбин» включающее в себя строительство логистических центров на территории Пензенской области и Китайской Народной Республики, а также запуск прямого поезда между ними с возможностью поставки продукции за две недели.

### Сельское хозяйство
На 1 января 2021 года численность сельского населения 398 782 человек, 31 % населения Пензенской области.
Продукция сельского хозяйства в 2020 году 120,2 млрд рублей, из них продукция животноводства 59,3 млрд рублей, растениеводства 60,9 млрд рублей. Индекс производства 115,5 %, животноводства 108,8 %, растениеводства 123,9 %.
Животноводство
Пензенская область занимает первое место среди субъектов Приволжского федерального округа по темпам роста производства молока — 110,8 процентов и по темпам роста поголовья коров — 103,9 %.
На втором месте в ПФО регион по производству скота и птицы на убой в живом весе с показателем 241,6 тысячи тонн, а также по темпам роста производства яиц — 114,6 %. Также второе место среди субъектов ПФО у Пензенской области по темпам роста поголовья свиней — 112,2 процента и крупного рогатого скота — 101,7 процента.
На 1 января 2021 года в хозяйствах всех категорий насчитывалось 62,1 тыс. (+10,1 %) голов крупного рогатого скота, из них коров 27,0 тыс. (+16,0 %) голов 6,1 тыс. нетелей (+23,2 %), 214,0 тыс. (-12,7 %) свиней, 5,5 тыс. (+18,7 %) овец и коз, 12414 тыс. (+6,8 %) птицы.
Растениеводство
Министерство сельского хозяйства Пензенской области: в 2022 году планируется произвести не менее 2,5 млн. тонн зерна, 2,2 млн. тонн сахарной свёклы, 600 тыс. тонн масличных, 295 тыс. тонн картофеля, 110 тыс. тонн овощей. В 2021 урожай был скромней: собрали 2,2 млн тонн зерна, 2,1 млн тонн сахарной свёклы, 570,2 тыс. тонн подсолнечника, 296,6 тыс. тонн картофеля, а также 112 тыс. тонн овощей.
В 2020 году урожай зерновых и зернобобовых культур составил 3 млн 333 тыс. тонн (1,99 млн тонн в 2019), при средней урожайности 40,1 ц/га (26,6 ц/га в 2019). Посевная площадь сельскохозяйственных культур составила 1 млн 449 тыс. га, из них зерновых и зернобобовых культур 848,5 тыс. га или 59 % от общей посевной площади. В 2020 году получено 227 тыс. тонн кукурузы на зерно при урожайности 75,7 ц/га.
Для возделывания в Пензенской области рекомендован сорт высококачественной яровой твёрдой пшеницы «Таганрог», разработанный совместно с итальянскими селекционерами. Формирует урожай на различных уровнях плодородия почвы. Средняя урожайность в Пензенской области 29,7 ц/га.
| тыс. гектар | 2630 | 2185,6 | 1632,3 | 2002,3 | 2351,2 | 2669,1 | 3304,1 | 1453,3 |

### Энергетика
По состоянию на начало 2020 года, на территории Пензенской области эксплуатировались 9 электростанций общей мощностью 389,2 МВт, в том числе 8 тепловых электростанций и одна малая ГЭС. В 2019 году они произвели 1040,8 млн кВт·ч электроэнергии.

### Транспорт
По территории Пензенской области проходит семь транспортных коридоров, соединяющих по кратчайшему направлению областные центры Саратовской, Ульяновской, Тамбовской, Рязанской областей и Республику Мордовия. Транзитные перевозки составляют 80 % от общей интенсивности движения транспорта.
В частности, Пензенская область находится на пересечении автомобильных федеральных трасс и железнодорожных путей: Центр — Восток и Юг — Север. Основу автодорожной сети Пензенской области составляют федеральные автомобильные дороги: М-5 «Урал» Москва — Рязань — Пенза — Самара — Уфа — Челябинск, Р-208 Тамбов — Пенза, Р-158 Нижний Новгород — Арзамас — Саранск — Исса — Пенза — Саратов.
По железным дорогам Пензенской области осуществляются транспортные связи Центра и Юга России с регионами Поволжья, с Южным Уралом, Сибирью, Средней Азией, Дальним Востоком.

## Достопримечательности

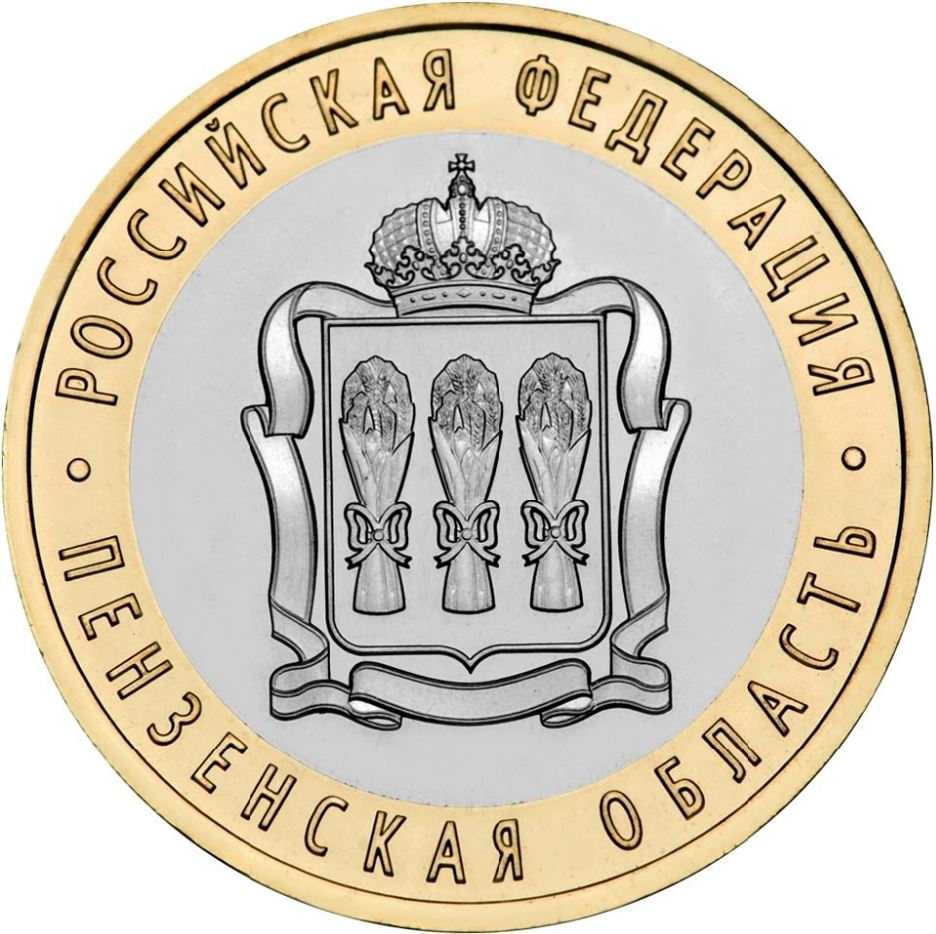
Памятная монета Банка России номиналом 10 рублей (2014)

- Главной туристической достопримечательностью Пензенской области является Государственный музей-заповедник Тарханы — усадьба конца XVIII — начала XIX века, в которой поэт Михаил Юрьевич Лермонтов провёл детские годы.

## Управление

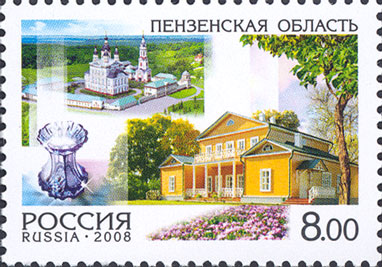
Почтовая марка 2008 года

В соответствии с Уставом Пензенской области — единственным источником власти в Пензенской области является народ, который осуществляет свою власть непосредственно, а также через органы государственной власти и органы местного самоуправления. Высшим и непосредственным выражением власти народа являются референдум и свободные выборы, порядок проведения которых определяется законами Пензенской области в соответствии с федеральными законами.
Административное деление
В состав Пензенской области входят 430 муниципальных образований: 27 городских поселений, в том числе 3 городских округа, 27 муниципальных районов и 376 сельских поселений.
Исполнительная власть
Губернатор Пензенской области — Олег Мельниченко.
Василий Кузьмич Бочкарёв — возглавил область в апреле 1998, победив на выборах действовавшего губернатора Анатолия Ковлягина. В 2002 Бочкарёв переизбрался на второй срок, опередив депутата Госдумы от КПРФ Виктора Илюхина на 4,5 % голосов. 26 мая 2005 вступил в должность в качестве губернатора, предложенного Президентом России и утверждённого депутатами Законодательного Собрания области (процедура прошла 14 мая).
25 мая 2015 временно исполняющим обязанности губернатора назначен Иван Белозерцев. 23 марта 2021 Указом Президента России отрешён от должности в связи с утратой доверия.
Временно исполняющим обязанности Губернатора Пензенской области исполнял Председатель Правительства Пензенской области Николай Симонов (как высшее должностное лицо в области до назначения президентом России временно исполняющего обязанности губернатора Олега Мельниченко).
28 сентября 2021 в должность Губернатора Пензенской области официально вступил Мельниченко Олег Владимирович.
Главы администрации и губернаторы области в постсоветской истории России
- Александр Кондратьев (24 октября 1991 — 11 апреля 1993)
- Анатолий Ковлягин (11 апреля 1993 — 12 апреля 1998)
- Василий Бочкарёв (12 апреля 1998 — 25 мая 2015)
- Иван Белозерцев (21 сентября 2015 — 23 марта 2021, врио 25 мая — 21 сентября 2015)
- Николай Симонов (врио 23—26 марта 2021)
- Олег Мельниченко (28 сентября 2021, врио 26 марта — 27 сентября 2021)

Правительство Пензенской области
Законодательная власть
Градостроительная деятельность

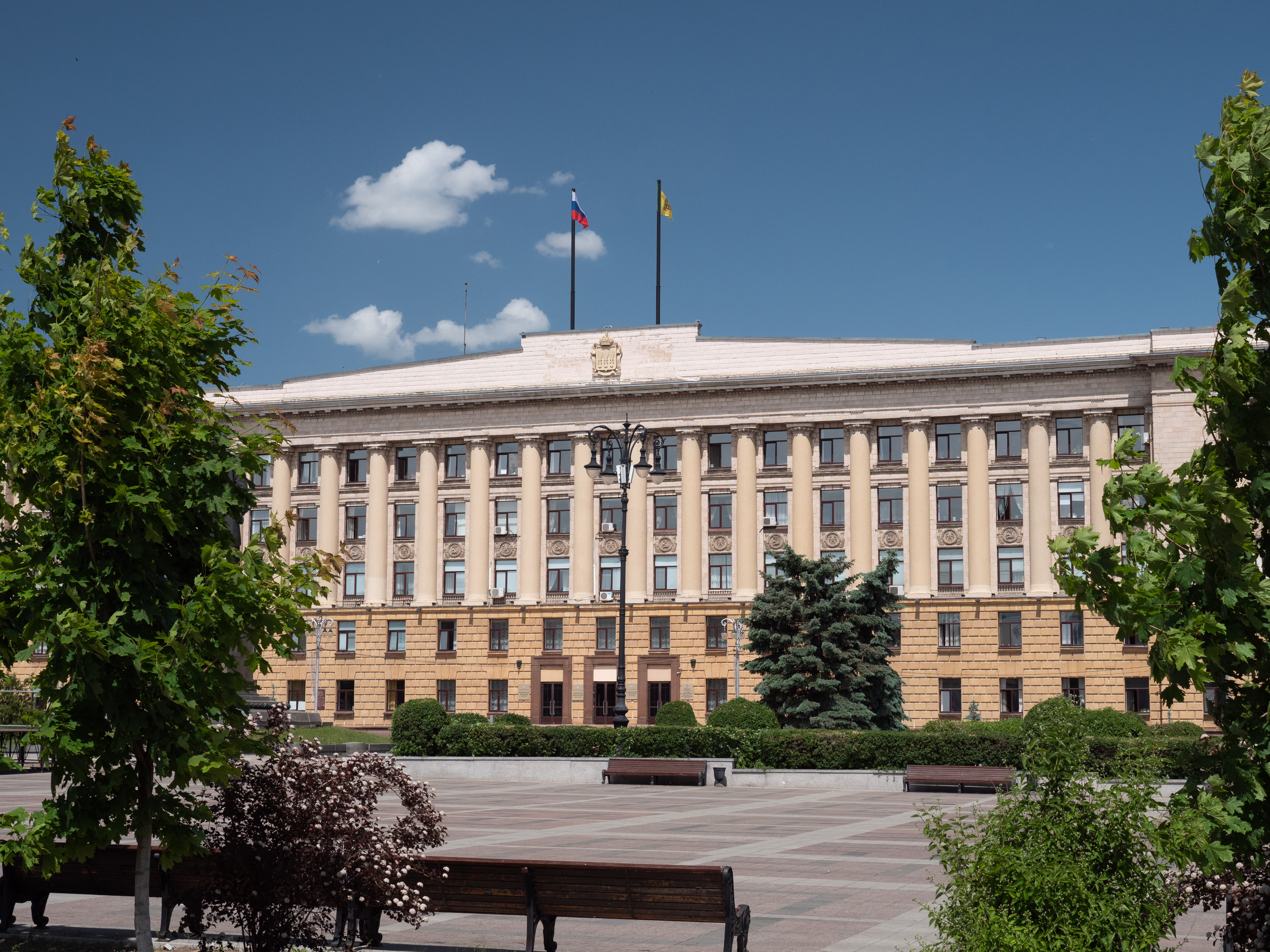
Здание правительства Пензенской области. 2024 год.

Порядок осуществления градостроительной деятельности осуществляется на основании Градостроительного кодекса России и Градостроительного устава Пензенской области.
Институты развития
Фонд поддержки предпринимательства Пензенской области;
АО «Поручитель»;
АО «Корпорация развития Пензенской области» — региональный оператор приоритетных инвестиционных проектов Правительства Пензенской области.

## Образование
По состоянию на 2016 год в Пензенской области действует 5 вузов, включая Пензенскую духовную семинарию, и 6 филиалов вузов, среди которых три негосударственных. Большинство вузов расположено в Пензе, крупнейшим вузом является Пензенский государственный университет.